# Kunihiko Yasui
Kunihiko Yasui (安井 邦彦, Yasui Kunihiko) est un seiyū japonais né le 12 décembre 1960 à Nagoya au Japon.

## Rôles notables

### Anime
- Angel Links (TV) : Woono
- Apocalypse Zero (OAV) : Bolt
- Bomberman Bidaman Bakugaiden (TV) : Draken,Richbon
- Bubblegum Crisis: Tokyo 2040 (TV) : Kain
- Daa! Daa! Daa! (TV) : Shikada
- El Hazard: Les mondes alternatifs (TV) : Chabil
- El Hazard 2 - Le monde merveilleux (OAV) : Chabil
- Gasaraki (TV) : Tamotsu Hayakawa
- Hakkenden: Legend of the Dog Warriors (OAV) : Hattarou
- Hyper Speed GranDoll (OAV) : Kouichi Amagi
- Nadesico (TV) : Haruki Kusakabe
- Naruto (TV) : Yotaka
- Outlaw Star (TV) : Zomba
- PaRappa the Rapper (TV) : Papa
- Sakura Diaries (OAV) : Tatsuhiko Mashu
- The King of Fighters: Another Day (ONA) : Iori Yagami
- Trigun (TV) : Dick
- Tsubasa Chronicle (TV) : Kumara
- Twilight of the Dark Master (OAV) : Kurizawa Eiji

### Jeux vidéo
- Galaxy Angel II: Zettai Ryouiki no Tobira : Mordent
- Galaxy Angel II: Mugen Kairou no Kagi : Mordent
- Capcom vs SNK : Iori Yagami
- Capcom vs. SNK 2 : Iori Yagami
- Neo Geo Battle Coliseum : Iori Yagami
- SVC Chaos : Iori Yagami
- The King of Fighters : Iori Yagami